# Jean-Michel Mbemba
Jean-Michel Mbemba – kongijski piłkarz grający na pozycji pomocnika. W swojej karierze rozegrał 1 mecz w reprezentacji Konga.

## Kariera klubowa
W swojej piłkarskiej karierze Mbemba grał we francuskich klubach US Melun i AS Cherbourg.

## Kariera reprezentacyjna
W reprezentacji Konga Mbemba zadebiutował 15 stycznia 1992 roku w zremisowanym 0:0 grupowym meczu Pucharu Narodów Afryki 1992 z Wybrzeżem Kości Słoniowej, rozegranym w Ziguinchorze. Był to zarazem jego jedyny rozegrany mecz w kadrze narodowej.